# Église Saint-Jean-Baptiste de Romanshorn
Pour les articles homonymes, voir Église Saint-Jean-Baptiste.
L'église Saint-Jean-Baptiste, appelée en allemand Pfarrkirche St. Johannes der Täufer, est une église catholique située dans la commune turgovienne de Romanshorn, en Suisse.

## Histoire
La première mention d'une église dans le village de Romanshorn remonte à 779. Elle est incorporée à l'abbaye de Saint-Gall en 1480, puis agrandie en 1504. Après l'adoption de la Réforme en 1525, le bâtiment est repris par les protestants ; cependant, dès 1565 et le retour d'une petite communauté catholique, l'église devient paritaire et sert alternativement aux deux communautés. 
Malgré un nouvel agrandissement en 1828, le bâtiment originel devient trop petit à la suite du développement de la population locale. L'architecte Adolph Gaudy dresse alors les plans d'un nouvel édifice, appelé « Pax » (« paix » en latin) et construit entre 1911 et 1913 au sud de l'ancienne église, non loin du port de la ville. 
Inscrite comme bien culturel suisse d'importance nationale, l'église dédiée à Jean le Baptiste a été totalement rénovée tant à l'intérieur qu'à l'extérieur entre 1991 et 1992.